# مبادرة المصدر المفتوح
مبادرة المصدر المفتوح (بالإنجليزية: Open Source Initiative)‏ وتختصر إلى OSI هي منظمة تهدف إلى ترويج البرمجيات المفتوحة المصدر.
أُسِّست المنظمة في فبراير 1998 من قبل بروس بيرنز وإريك ريموند عندما نشرت نتسكيب الكود المصدري لبرنامجها نتسكيب كميونكيتر كبرنامج حر لانخفاض هامش الربح ومنافسةً مع مايكروسوفت إنترنت إكسبلورر.
رايموند كان رئيس المؤسسة منذ تأسيسها حتى فبراير 2005 وقد حل محله رس نيلسون شهرا واحدا، ولكن بعد بعض الخلافات قدم استقالته وأصبح مايكل تيمان رئيساً مؤقتاً.

## وصلات خارجية
- الموقع الرسمي